# 月夜淚
月夜淚是日本群馬縣出身的小說家。

## 經歷
2015年，在網路小説投稿網站成為小說家吧上連載的獲得モンスター文庫大賞最優秀賞，該作品書籍化後商業出道。之後，2019年獲得輕小說新人賞，投稿在第13回小學館輕小說大賞的《史上最強獸人的快樂播種後宮生活》獲得優秀賞。

## 作品
青文代理
- 那個大叔享受著第二輪的異世界生活（そのおっさん、異世界で二周目プレイを満喫中）
- 史萊姆轉生。大賢者成為精靈養女的寵物了（スライム転生。大賢者が養女エルフに抱きしめられてます）
- 魔王築城記！～最強迷宮是近代都市～（魔王様の街づくり！ ～最強のダンジョンは近代都市～）
- 史上最強獸人的快樂播種後宮生活（史上最強オークさんの楽しい種付けハーレムづくり）

台灣角川代理
- 回復術士的重啟人生（回復術士のやり直し〜即死魔法とスキルコピーの超越ヒール〜）
- 世界頂尖的暗殺者轉生為異世界貴族（世界最高の暗殺者、異世界貴族に転生する）

台灣角川代理

## 外部連結
- 月夜淚在成為小說家吧上的介紹頁（日語）
- 月夜淚的X（前Twitter）（日語）